# .et
.et（ドットイーティー）はエチオピアの国別コードトップレベルドメイン（ccTLD）である。エチオピアの国名コードに由来する。エチオテレコムが管理し、セカンドレベルドメインを販売している。

## セカンドレベルドメイン
以下のセカンドレベルドメインが存在している。
- .com.et – 商業用
- .gov.et – 政府機関用
- .org.et – 非営利組織用
- .edu.et - 教育機関用
- .net.et - ネットワーク関連企業用
- .biz.et - ビジネス用
- .name.et - 個人用
- .info.et - 用途制限なし